# Barbara Leigh-Hunt
Barbara Leigh-Hunt (Bath, 14 dicembre 1935 – Aston Cantlow, 16 settembre 2024) è stata un'attrice britannica.

## Biografia
In teatro apparve in numerose produzioni prestigiose con la Bristol Old Vic, Royal Shakespeare Company e Royal National Theatre. 
Al cinema tra i molti ruoli, comparve in uno degli ultimi film di Alfred Hitchcock, Frenzy (1972), nel ruolo di una donna violentata e strangolata da un serial killer, in una delle scene di omicidio più impressionanti mai girate. La stessa figlia del regista, Patricia Hitchcock, trovò la scena così inquietante, da non volere che i suoi figli vedessero il film per molti anni.
Interpretò anche Lady Catherine de Bourgh nella miniserie televisiva Orgoglio e pregiudizio (1995), adattamento della BBC dell'omonimo romanzo di Jane Austen. Apparve anche in film come Paper Mask (1990) e Billy Elliot (2000) e in molte altre produzioni televisive, soprattutto come ospite.

## Filmografia parziale

### Cinema
- Frenzy, regia di Alfred Hitchcock (1972)
- Tutte le donne del re (Henry VIII and His Six Wives), regia di Waris Hussein (1972)
- Beniamino segugio celeste (Oh Heavenly Dog), regia di Joe Camp (1980)
- Anestesia letale (Paper Mask), regia di Christopher Morahan (1990)
- La stagione dell'aspidistra (Keep the Aspidistra Flying), regia di Robert Bierman (1997)
- Billy Elliot, regia di Stephen Daldry (2000)
- La fiera della vanità (Vanity Fair), regia di Mira Nair (2004)

### Televisione
- Wagner – miniserie TV, 3 puntate (1995)
- Tumbledown, regia di Richard Eyre – film TV (1988)
- Orgoglio e pregiudizio (Pride and Prejudice) – miniserie TV, 4 puntate (1995)
- L'ispettore Barnaby (Midsomer Murders) – serie TV, episodio 5x01 (2002)

## Doppiatrici italiane
- Anna Miserocchi in Frenzy
- Alina Moradei in Orgoglio e pregiudizio
- Aurora Cancian in Orgoglio e pregiudizio (ridoppiaggio)